# Отец Тед
Отец Тед (англ. Father Ted) — ирландско-британская ситуационная комедия, созданная для Четвёртого канала британского телевидения и впервые показанная с 21 апреля 1995 года по 1 мая 1998 года.
Сериал включает двадцать пять эпизодов. Шоу транслировалось также на ирландском канале RTÉ2. Продолжение популярного сериала не состоялось, так как исполнитель главной роли Дермот Морган неожиданно скончался в 1998 году в возрасте сорока пяти лет от сердечного приступа.

## Сюжет
На отдаленном маленьком острове у западного побережья Ирландии в приходском доме живут сосланные за различные прегрешения три католических священника — отец Тед Крилли, отец Дугал Макгуаер и отец Джек Хэкет, а также их домоправительница миссис Дойл.
Сериал посвящён их жизни на острове, иногда связанной с вопросами церкви, но чаще попыткам отца Теда разрешить вопросы, связанные с приходом или другими обитателями острова.

## Премии
Отец Тед — один из самых популярных комедийных сериалов в истории британского телевидения. В 1996 и 1999 году он получил премию BAFTA за лучший комедийный ситком. В 2001 году отец Дугал, которого сыграл Ардан О'Хэнлон, занял пятое место в списке 100 величайших телевизионных персонажей по версии Четвёртого канала. В 2012 году зрители Четвёртого канала отдали ему первое место в списке тридцати лучших ситкомов. В 2019 году эксперты составили список величайших британских ситкомов для Radio Times и Отец Тед занял в нём второе место.